# Adrian Ellison
Adrian Charles Ellison (ur. 11 września 1958 w Solihull) – brytyjski wioślarz (sternik), złoty medalista olimpijski i dwukrotny medalista mistrzostw świata.

## Kariera
Wystąpił na igrzyskach olimpijskich w Los Angeles w 1984, gdzie osada Wielkiej Brytanii w składzie: Martin Cross, Richard Budgett, Andy Holmes, Steve Redgrave i Adrian Ellison zdobyła złoty medal w czwórkach ze sternikiem. W finale A Brytyjczycy o 1,64 sekundy wyprzedzili osadę USA i o 5,04 sekundy osadę Nowej Zelandii. Brał też udział w igrzyskach olimpijskich w Barcelonie w 1992, zajmując szóste miejsce w ósemkach. 
Na mistrzostwach świata w Monachium (1981) zdobył brązowy medal w dwójkach ze sternikiem. Trzecie miejsce zajął także w ósemkach na mistrzostwach świata w Bledzie (1989). Był również czwarty w ósemkach na mistrzostwach świata w Tasmanii (1990) i w czwórkach ze sternikiem na mistrzostwach świata w Wiedniu (1991). 
Ponadto zdobył złoty medal w czwórkach ze sternikiem podczas igrzysk Wspólnoty Narodów w Edynburgu w 1986.
Kształcił się na University of Reading. Po zakończeniu kariery został radiologiem.